# Hylesia schussleri
Hylesia schussleri är en fjärilsart som beskrevs av Embrik Strand 1934. Hylesia schussleri ingår i släktet Hylesia och familjen påfågelsspinnare. Inga underarter finns listade i Catalogue of Life.